# Wimbledon Championships 1994
Die 108. Wimbledon Championships fanden vom 20. Juni bis zum 3. Juli in London statt. Ausrichter war der All England Lawn Tennis and Croquet Club.
Es nahmen in der Hauptrunde jeweils 128 Herren und Damen an den Einzelwettbewerben teil.

## Herreneinzel
Setzliste
| Nr. | Spieler          | Erreichte Runde |
| --- | ---------------- | --------------- |
| 01. | Pete Sampras     | Sieg            |
| 02. | Michael Stich    | 1. Runde        |
| 03. | Stefan Edberg    | 2. Runde        |
| 04. | Goran Ivanišević | Finale          |
| 05. | Jim Courier      | 2. Runde        |
| 06. | Todd Martin      | Halbfinale      |
| 07. | Boris Becker     | Halbfinale      |
| 08. | Sergi Bruguera   | Achtelfinale    |

| Nr. | Spieler            | Erreichte Runde |
| --- | ------------------ | --------------- |
| 09. | Andrij Medwedjew   | Achtelfinale    |
| 10. | Michael Chang      | Viertelfinale   |
| 11. | Petr Korda         | 2. Runde        |
| 12. | Andre Agassi       | Achtelfinale    |
| 13. | Cédric Pioline     | 1. Runde        |
| 14. | Marc Rosset        | 2. Runde        |
| 15. | Jewgeni Kafelnikow | 3. Runde        |
| 16. | Arnaud Boetsch     | 1. Runde        |

## Dameneinzel
Setzliste
| Nr. | Spielerin               | Erreichte Runde |
| --- | ----------------------- | --------------- |
| 01. | Steffi Graf             | 1. Runde        |
| 02. | Arantxa Sánchez Vicario | Achtelfinale    |
| 03. | Conchita Martínez       | Sieg            |
| 04. | Martina Navratilova     | Finale          |
| 05. | Jana Novotná            | Viertelfinale   |
| 06. | Kimiko Date             | 3. Runde        |
| 07. | Mary Pierce             | Rückzug         |
| 08. | Natallja Swerawa        | 1. Runde        |
| 09. | Lindsay Davenport       | Viertelfinale   |

| Nr. | Spielerin             | Erreichte Runde |
| --- | --------------------- | --------------- |
| 10. | Gabriela Sabatini     | Achtelfinale    |
| 11. | Mary Joe Fernández    | 3. Runde        |
| 12. | Anke Huber            | 2. Runde        |
| 13. | Zina Garrison-Jackson | Viertelfinale   |
| 14. | Amanda Coetzer        | Achtelfinale    |
| 15. | Sabine Hack           | 1. Runde        |
| 16. | Magdalena Maleewa     | 2. Runde        |
| 17. | Helena Suková         | Achtelfinale    |

## Herrendoppel
Setzliste
| Nr. | Paarung                         | Erreichte Runde |
| --- | ------------------------------- | --------------- |
| 01. | Byron Black Jonathan Stark      | Achtelfinale    |
| 02. | Grant Connell Patrick Galbraith | Finale          |
| 03. | Jacco Eltingh Paul Haarhuis     | Viertelfinale   |
| 04. | Jan Apell Jonas Björkman        | Achtelfinale    |
| 05. | Todd Woodbridge Mark Woodforde  | Sieg            |
| 06. | Tom Nijssen Cyril Suk           | Viertelfinale   |
| 07. | David Adams Andrei Olchowski    | 1. Runde        |
| 08. | Henrik Holm Anders Järryd       | 1. Runde        |

| Nr. | Paarung                                | Erreichte Runde |
| --- | -------------------------------------- | --------------- |
| 09. | Patrick McEnroe Richey Reneberg        | 1. Runde        |
| 10. | Hendrik Jan Davids Piet Norval         | 1. Runde        |
| 11. | Rick Leach Danie Visser                | 2. Runde        |
| 12. | Martin Damm Karel Nováček              | Achtelfinale    |
| 13. | Ken Flach Mark Knowles                 | 2. Runde        |
| 14. | Marc-Kevin Goellner Jewgeni Kafelnikow | Halbfinale      |
| 15. | Brad Pearce Dave Randall               | 1. Runde        |
| 16. | Wayne Ferreira Michael Stich           | Halbfinale      |

## Damendoppel
Setzliste
| Nr. | Paarung                              | Erreichte Runde |
| --- | ------------------------------------ | --------------- |
| 01. | Gigi Fernández Natallja Swerawa      | Sieg            |
| 02. | Jana Novotná Arantxa Sánchez Vicario | Finale          |
| 03. | Patty Fendick Meredith McGrath       | Achtelfinale    |
| 04. | Manon Bollegraf Martina Navratilova  | Halbfinale      |
| 05. | Pam Shriver Elizabeth Smylie         | Viertelfinale   |
| 06. | Katrina Adams Helena Suková          | 2. Runde        |
| 07. | Natalija Medwedjewa Larisa Neiland   | Viertelfinale   |
| 08. | Amanda Coetzer Inés Gorrochategui    | Rückzug         |

| Nr. | Paarung                                  | Erreichte Runde |
| --- | ---------------------------------------- | --------------- |
| 09. | Lindsay Davenport Lisa Raymond           | Achtelfinale    |
| 10. | Mary Joe Fernández Zina Garrison-Jackson | 1. Runde        |
| 11. | Lori McNeil Rennae Stubbs                | Achtelfinale    |
| 12. | Julie Halard Nathalie Tauziat            | Achtelfinale    |
| 13. | Yayuk Basuki Nana Miyagi                 | Achtelfinale    |
| 14. | Sandra Cecchini Patricia Tarabini        | 2. Runde        |
| 15. | Jill Hetherington Shaun Stafford         | 2. Runde        |
| 16. | Laura Golarsa Caroline Vis               | Achtelfinale    |

## Mixed
Setzliste
| Nr. | Paarung                         | Erreichte Runde |
| --- | ------------------------------- | --------------- |
| 01. | Patty Fendick Jonathan Stark    | 2. Runde        |
| 02. | Pam Shriver Byron Black         | Halbfinale      |
| 03. | Gigi Fernández Cyril Suk        | 2. Runde        |
| 04. | Helena Suková Todd Woodbridge   | Sieg            |
| 05. | Meredith McGrath Mark Woodforde | Viertelfinale   |
| 06. | Lindsay Davenport Grant Connell | Halbfinale      |
| 07. | Larisa Neiland Andrei Olchowski | Viertelfinale   |
| 08. | Manon Bollegraf Tom Nijssen     | 1. Runde        |

| Nr. | Paarung                          | Erreichte Runde |
| --- | -------------------------------- | --------------- |
| 09. | Lisa Raymond Rick Leach          | Achtelfinale    |
| 10. | Debbie Graham Patrick Galbraith  | 1. Runde        |
| 11. | Elizabeth Smylie John Fitzgerald | Viertelfinale   |
| 12. | Caroline Vis Piet Norval         | 1. Runde        |
| 13. | Julie Richardson Ken Flach       | Achtelfinale    |
| 14. | Kristie Boogert David Adams      | 1. Runde        |
| 15. | Rennae Stubbs Darren Cahill      | Rückzug         |
| 16. | Kerry-Anne Guse Brad Pearce      | 1. Runde        |

## Juniorinneneinzel
Setzliste
| Nr. | Spielerin          | Erreichte Runde |
| --- | ------------------ | --------------- |
| 01. | Amanda Wainwright  | 1. Runde        |
| 02. | Dally Randriantefy | 2. Runde        |
| 03. | Melanie Schnell    | Viertelfinale   |
| 04. | Annabel Ellwood    | Achtelfinale    |
| 05. | Jeon Mi-ra         | Finale          |
| 06. | Zuzana Nemsakova   | Halbfinale      |
| 07. | Tatjana Panowa     | Achtelfinale    |
| 08. | Martina Hingis     | Sieg            |

| Nr. | Spielerin              | Erreichte Runde |
| --- | ---------------------- | --------------- |
| 09. | Henrieta Nagyová       | 1. Runde        |
| 10. | Sonya Jeyaseelan       | Achtelfinale    |
| 11. | Amélie Castéra         | Halbfinale      |
| 12. |                        |                 |
| 13. | Yvette Basting         | 2. Runde        |
| 14. | Petra Mandula          | 2. Runde        |
| 15. | Siobhan Drake-Brockman | 2. Runde        |
| 16. | Miriam D’Agostini      | 1. Runde        |